# Jens Glücklich

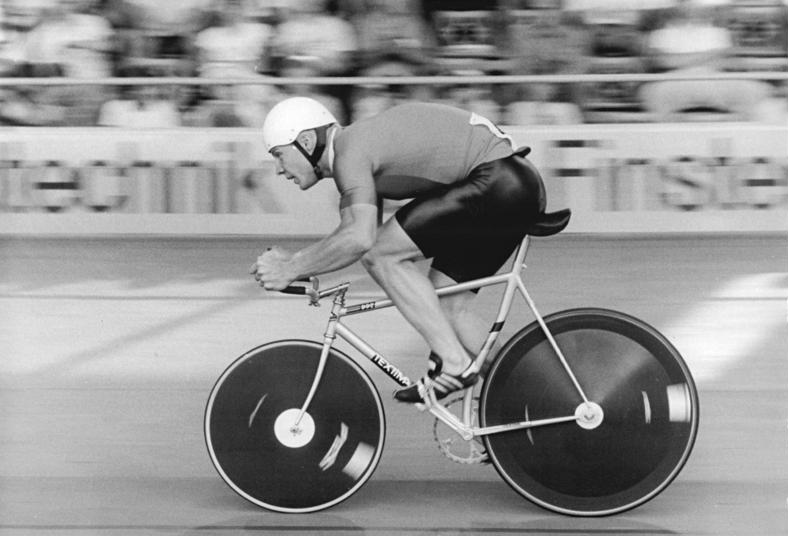
Jens Glücklich bei den DDR-Bahnmeisterschaften 1989 in Cottbus

Jens Glücklich (* 10. Juli 1966 in Cottbus) ist ein ehemaliger deutscher Bahnradsportler und Weltmeister im Radsport.

## Sportliche Laufbahn
Seine ersten nationalen Titel gewann er im Juli 1982 in Leipzig bei den DDR-Meisterschaften der Klasse Jugend B im 500-Meter-Zeitfahren und im Sprint. 1984 wurde Jens Glücklich Junioren-Weltmeister im 1000-Meter-Zeitfahren in Caen, seiner Paradedisziplin, auf der Bahn. Bei der Weltmeisterschaft gewann er auch noch die Bronzemedaille im Sprint. Seinen Titel konnte er ein Jahr später in Italien verteidigen. Ein weiteres Jahr später hatte er einen erfolgreichen Einstieg in die Männerklasse, als er bei der Weltmeisterschaft in Colorado Springs auf Anhieb die Bronzemedaille in seiner Spezialdisziplin gewann. 1987 gewann er auch seinen ersten Wettkampf innerhalb des Europa-Cups, als er beim Großen Preis von Tbilissi im Zeitfahren siegte.
1985 sowie 1989 wurde er Amateur-Weltmeister über die 1000 Meter; zudem konnte er mehrfach zweite und dritte Plätze bei Weltmeisterschaften in dieser Disziplin erringen. Insgesamt errang er zehn Medaillen bei Bahnweltmeisterschaften. Außerdem wurde Glücklich, der für den SC Cottbus fuhr, zweimal DDR-Meister im Zeitfahren. 
Bei seinen einzigen Olympischen Sommerspielen 1992 in Barcelona wurde er Vierter im 1000-m-Zeitfahren. Zum Abschluss seiner Karriere wurde Jens Glücklich, genannt „Happy“, Zweiter der Bahn-Weltmeisterschaften 1994 in Palermo im Tandemrennen gemeinsam mit Emanuel Raasch.

## Berufliches
Heute (Stand 2019) betreibt Jens Glücklich ein Sonnenstudio und ein Modegeschäft in Cottbus.

## Ehrungen
1986 wurde er mit dem Vaterländischen Verdienstorden in Gold ausgezeichnet.

## Privates
Jens Glücklich hat zwei Söhne. Ihn verband bis zu dessen Tod eine intensive Freundschaft mit Lothar Thoms, mit dem er jahrelang gemeinsam trainierte.